# Quintanilla del Olmo
Quintanilla del Olmo es un municipio español de la provincia de Zamora, en la comunidad autónoma de Castilla y León.
Pertenece a la histórica comarca de Tierra de Campos. El 24 de enero celebra la festividad de San Babilés y el 1 de mayo la tradicional romería al vecino municipio de Prado. Parte de su término municipal se integra dentro de la ZEPA Penillanuras-Campos Sur.

## Toponimia
Quintanilla es un topónimo muy común en ciertas partes del norte de España que a su vez ha dado origen a un apellido, extendido por España e Hispanoamérica. Una quinta designaba inicialmente "la quinta parte de la producción que el arrendador (llamado quintero) entregaba al dueño de una finca"; más tarde se aplicó la denominación de quinta a esa misma finca rústica o granja y en la actualidad ha acabado significando "finca de recreo". Derivado de "quinta" es la palabra quintana, inicialmente con los mismos significados que aquella; pero es de suponer que, al ir creciendo tales "quintanas", pasarían a ser sinónimas de aldea. Quintanilla no es más que un derivado de quintana, por lo que tiene el mismo significado etimológico que aldehuela. El determinativo "del Olmo" se refiere al olmo común, también conocido en la zona como negrillo.

## Historia
Tras la invasión musulmana y la posterior aparición del Reino de León, Alfonso III decidió iniciar su repoblación trayendo gascones y gentes del norte, foramontanos, y del sur, mozárabes, que pueblan los yermos y les dan nombre. El nombre significa “granja pequeña”. El lugar fue propiedad de Pedro Peláez, del séquito del rey Fernando II de León, vinculado al monasterio de San Salvador de Villacet, fundado por sus antepasados.
En el siglo XIV Quintanilla pasó a manos de los Fernández de Velasco, duques de Frías, pasando por este hecho a depender de Burgos en el voto en Cortes desde el siglo XV, al integrar la denominada Provincia de las Tierras del Condestable, si bien en otros ámbitos siguió dependiendo del Notario Mayor del Reino de León.
Tras la pérdida de la condestabilía de los Velasco en 1711, Quintanilla junto al resto de la Tierra de Villalpando dejó de pertenecer al territorio conocido como Provincia de las Tierras del Condestable, pasando a hacerlo de León, en cuya provincia aparece integrado en 1786 en el mapa de Tomás López titulado ‘Mapa geográfico de una parte de la provincia de León’.
Finalmente, con la creación de las actuales provincias en 1833, Quintanilla del Olmo quedó adscrito inicialmente en el partido judicial de Medina de Rioseco, en la provincia de Valladolid, si bien tras las reclamaciones de los concejos del área villalpandina, quedó plenamente integrado a partir de 1858 de la provincia de Zamora, dentro esta de la Región Leonesa.

## Geografía humana

### Demografía
Cuenta con una población de 45 habitantes (INE 2024).
| Gráfica de evolución demográfica de Quintanilla del Olmo entre 1842 y 2021                                            |
| |
| Población de derecho según los censos de población del INE. Población de hecho según los censos de población del INE. |

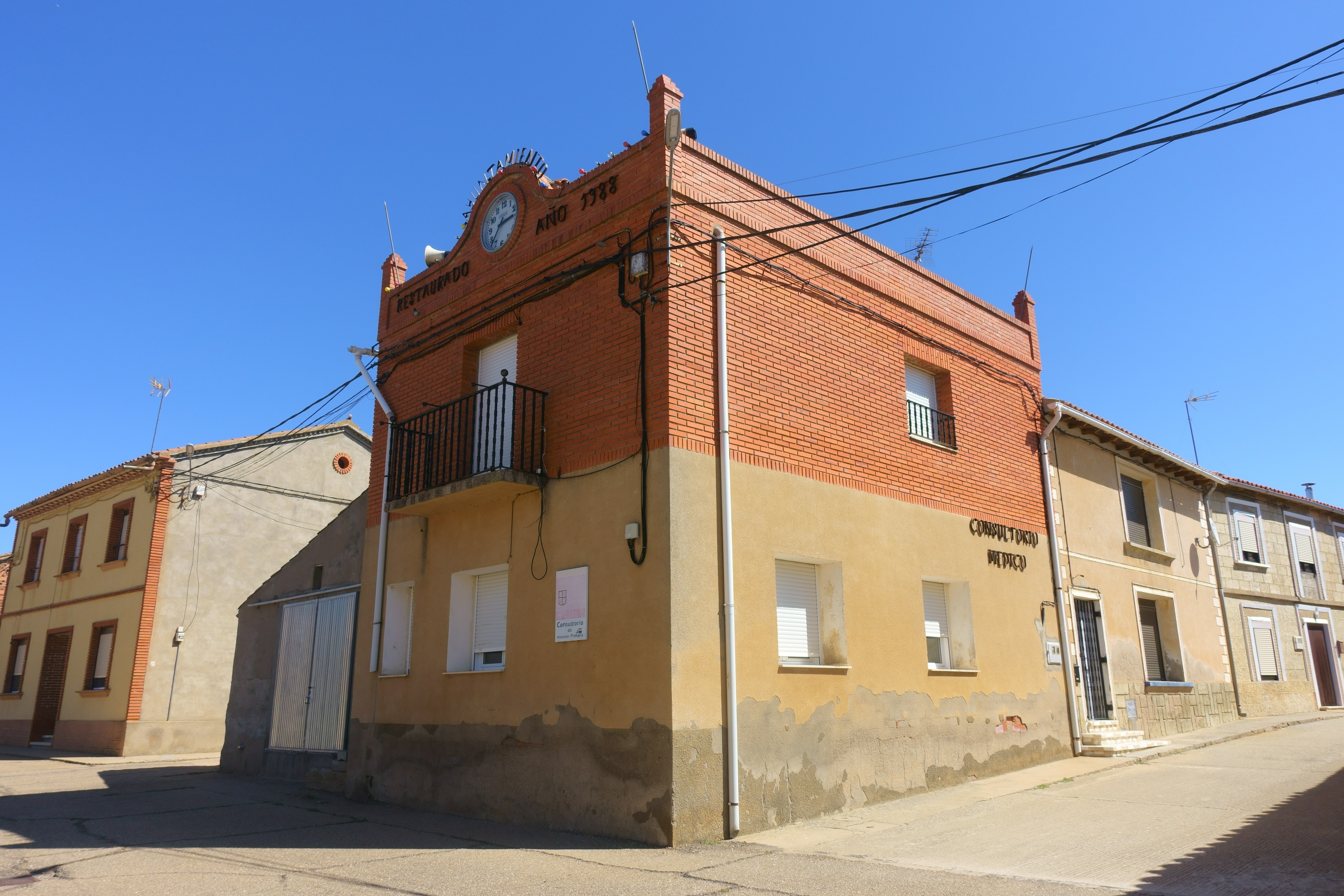
Casa consistorial

Con una población en el año 2016 según el INE de 32 habitantes se trata del municipio menos poblado de la provincia de Zamora.

## Patrimonio

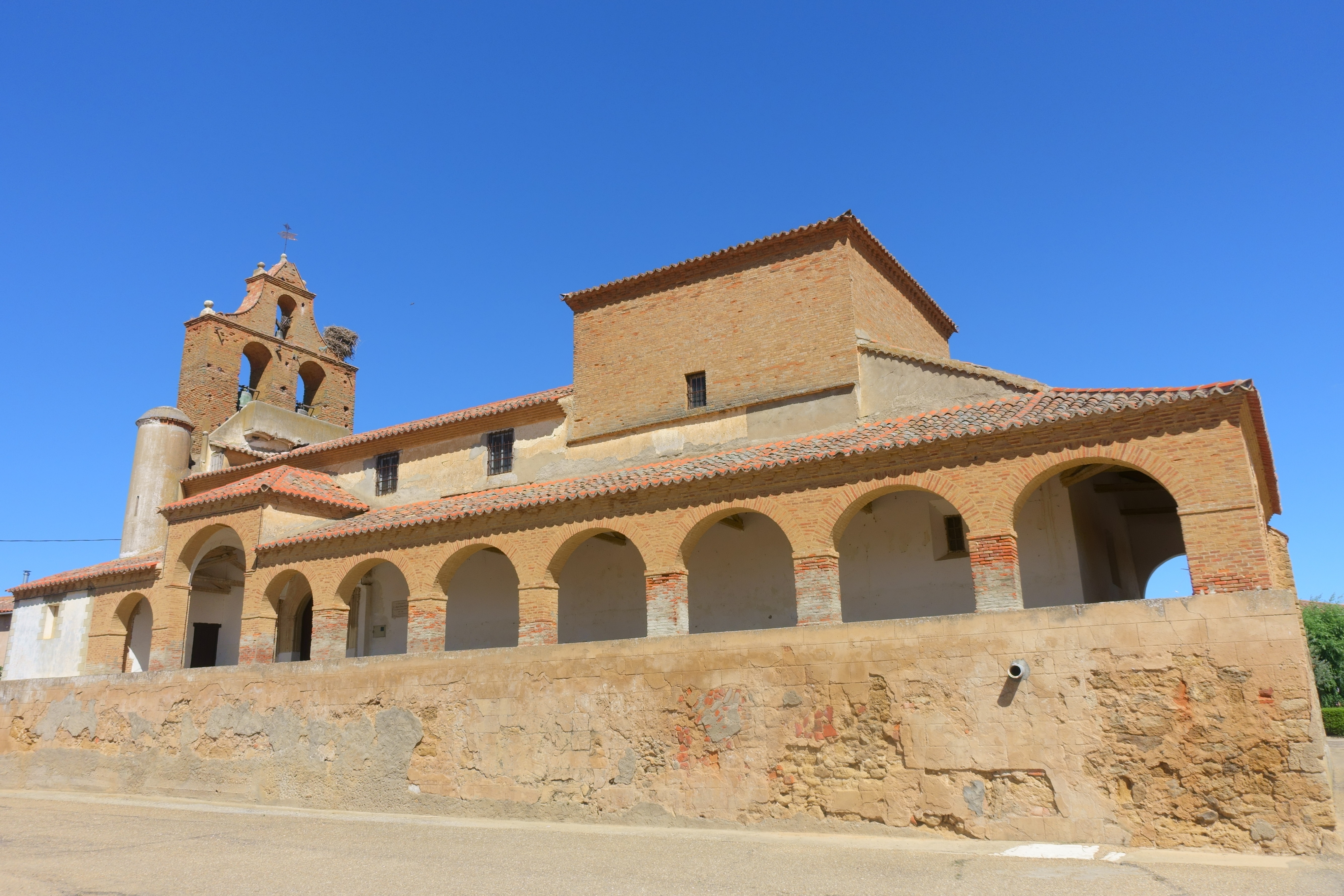
Iglesia de San Babilés

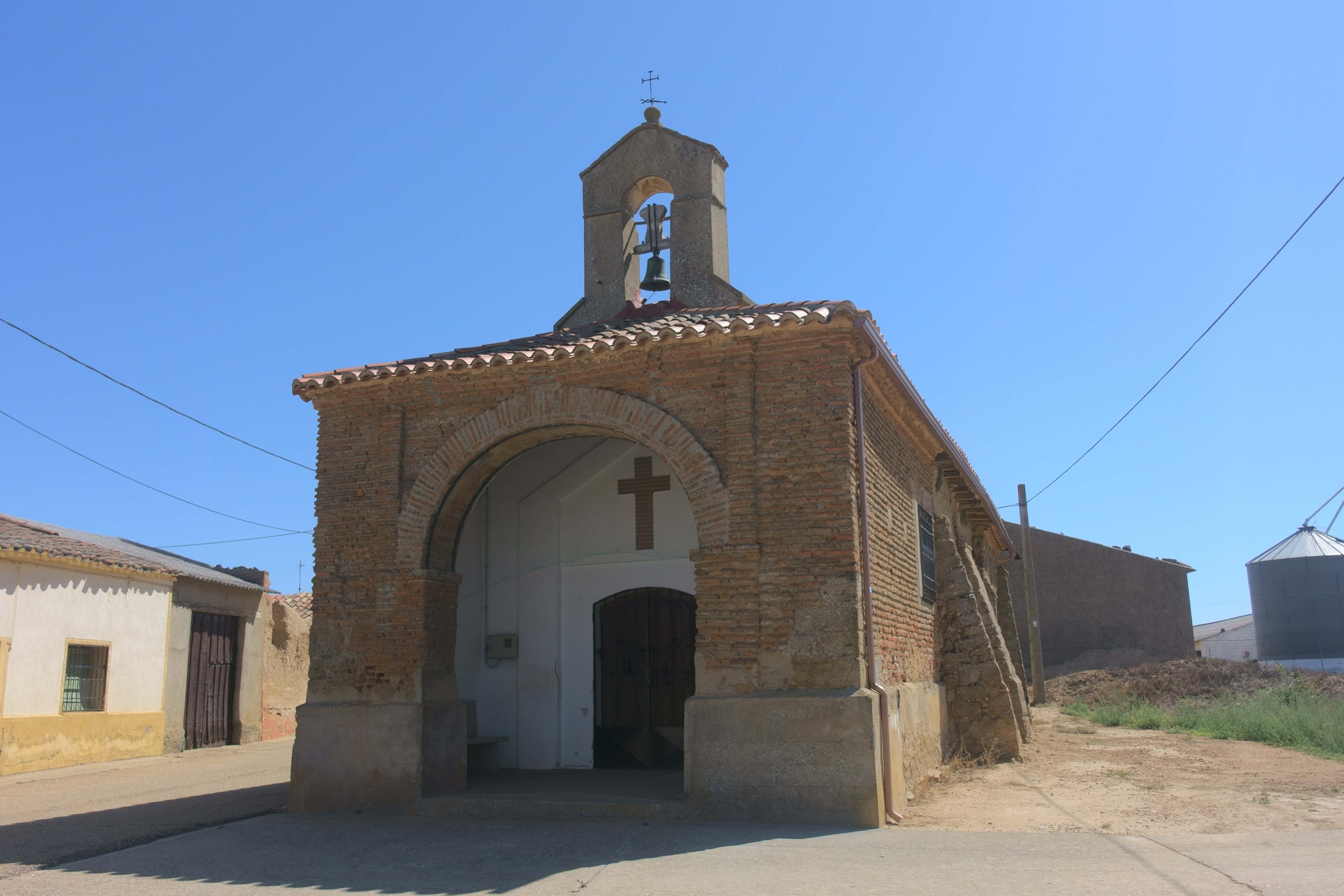
Ermita del Cristo de la Luz

- Iglesia parroquial de San Babilés. Cuenta con una interesante portada gótica con arco escarzano con florones en las enjutas, enmarcado por pináculos cortados y ocultos por la bóveda del pórtico. Hasta comienzos del siglo XX poseyó un valioso retablo gótico hispano-flamenco con notables pinturas, trasladado a la Catedral de León, siendo sustituido por un impresionante retablo barroco procedente de la derruida iglesia de San Lorenzo de Villalpando.

- Ermita del Cristo de la Luz. Es un sencillo edificio de tapial y ladrillo que alberga un valioso retablo recientemente restaurado.

## Mancomunidad del Raso de Villalpando
Quintanilla forma parte de la Mancomunidad Intermunicipal del Raso de Villalpando junto con otros doce municipios de la Tierra de Campos de la provincia de Zamora. Este consorcio de municipios, a pesar de que se autodenomina mancomunidad, no tiene tal naturaleza, consistiendo su finalidad en la explotación del monte público denominado el Raso de Villalpando, este último declarado en el año 2000 de utilidad pública.
El monte del Raso de Villalpando se encuentra situado en el término municipal de Villalpando y tiene una superficie total de 1654 hectáreas de las cuales 90 pertenecen a enclavados. Tiene carácter patrimonial y aprovechamiento comunal, estando consorciado con el número de Elenco 3028. Las bases del Consorcio, entre el Patrimonio Forestal del Estado y la Mancomunidad de Raso de Villalpando fueron aprobadas con fecha 13 de febrero de 1948, aunque sus orígenes se remontan a finales del siglo X o principios del siglo XI por donación de los Reyes leoneses, posiblemente Alfonso V, a Villalpando, por aquella época cabeza del Alfoz, y a las aldeas del mismo.
Desde un punto de vista botánico, se trata de un monte poblado por especies como el pinus pinea y pinus pinaster, aunque también existen rodales de pinus nigra. Se halla presente el quercus rotundifolia y de manera muy aislada crataegus monogyna, cistus ladaniferus y populifolius así como chamaespartium tridentatum.

## Fiestas
Quintanilla del Olmo festeja al santo titular, San Babilés el 24 de enero. Asimismo, en Semana Santa, el día de Viernes Santo por la noche se pasea la imagen del Santo Cristo de la Luz por las calles del pueblo, entre las hogueras que encienden los cofrades a la puerta de sus casas.
El 1 de mayo los vecinos de Quintanilla del Olmo confraternizan con los de la localidad vecina de Prado, saliendo simultáneamente (11 de la mañana) sendas procesiones desde las respectivas parroquias, hasta las de sus vecinos, en lo que se conoce popularmente como “La Rogativa”. Cuando se encuentran, a medio camino, los alcaldes intercambian sus varas de mando.

## Hijos ilustres
- José González Torices, escritor, poeta y dramaturgo.